# Dhysores
Dhysores is een geslacht van kevers uit de familie van de loopkevers (Carabidae). De wetenschappelijke naam van het geslacht is voor het eerst geldig gepubliceerd in 1903 door Grouvelle.

## Soorten
Het geslacht Dhysores omvat de volgende soorten:
- Dhysores basilewskyi (Brinck, 1965)
- Dhysores biimpressus R.T. et J.R. Bell, 1985
- Dhysores liber R.T. & J.R. Bell, 1979
- Dhysores pan R.T. & J.R. Bell, 1979
- Dhysores quadriimpressus (Grouvelle, 1910)
- Dhysores rhodesianus (Brinck, 1965)
- Dhysores thoreyi (Grouvelle, 1903)